# Mainz-Hechtsheim
Hechtsheim, en dialecte local Hexem, est un quartier (Ortsbezirk) au sud de la ville-arrondissement de Mayence, capitale du Land de Rhénanie-Palatinat.

## Géographie
Mainz-Hechtsheim est situé à une altitude de 187 m.
Avec près de 1 400 hectares, c'est le plus grand district local de la ville de Mayence. Jusque dans les années 1950 et 1960, le quartier d'Hechtsheim s'étendait sur 1 510 hectares jusqu'au Landwehrweg de Mainz-Oberstadt ; sur ces surfaces ont été créés par exemple le Berliner Siedlung et les bâtiments adjacents. La Nordstraße, située maintenant dans le sud de Mainz-Oberstadt était alors la partie nord d'Hechtsheim. La population du quartier est d'environ 15 500 habitants.
Les communes et quartiers de Mayence avoisinants sont : au nord Mainz-Oberstadt, au nord-est Mainz-Weisenau, à l'est Mainz-Laubenheim, au sud-est Bodenheim, au sud Mainz-Ebersheim, au sud-ouest Klein-Winternheim, à l'ouest Mainz-Marienborn et au nord-ouest Mainz-Bretzenheim.
| Mainz-Bretzenheim | Mainz-Oberstadt | Mainz-Weisenau   |
| Mainz-Marienborn  |                 | Mainz-Laubenheim |
| Klein-Winternheim | Mainz-Ebersheim | Bodenheim        |

## Histoire
La première mention par écrit de Hehhidesheim est datée du 17 mai 808 dans les actes du monastère de Fulda. On pourrait le cataloguer comme les autres toponymes en -heim de Hesse rhénane, mais il a probablement été fixé plus tôt. Dans les siècles suivants, le nom varie : Hehedesheim (1100), Hechesheim (1261), Hexheim (1262), Hechdensheim (1274), Hechisheim (1280), Heckesheim (1303), Hegsheim (1485) et en 1650 finalement Hechtsheim ; en dialecte mayençais le nom d'aujourd'hui est Hexem.

### Premières traces historiques
Depuis le IVe millénaire av. J.-C., de nombreuses traces de peuplement dans le secteur d'Hechtsheim laissent supposer que le sol fertile et les abondantes réserves d'eau y ont encouragé les implantations humaines.
À l'époque romaine on retrouve les traces de plusieurs villas, des exploitations agricoles dispersées, dont la tâche était de fournir en aliments le camp de la légion et la capitale provinciale Mogontiacum (Mayence), où les échanges commerciaux allaient bon train entre Romains et Celtes romanisés.
Au cours du Ve siècle, la population rurale s'amenuise lentement, parce que les Germains traversent régulièrement les fortifications frontalières romaines et ravagent la ville de Moguntiacum et de grandes parties de la région frontalière : au milieu du Ve siècle, le gouvernement central romain ne peut plus se faire respecter sur le Rhin. On fuit les chantiers non protégés, des villas sont abandonnées. À la fin du Ve siècle, les zones rurales ne sont pas entièrement abandonnées, mais subissent beaucoup de dégâts. La population gallo-romaine a une existence misérable par rapport à autrefois. Peu à peu, la zone d'Hechtsheim est repeuplée par les Francs.

### Début de l'installation médiévale à Hechtsheim

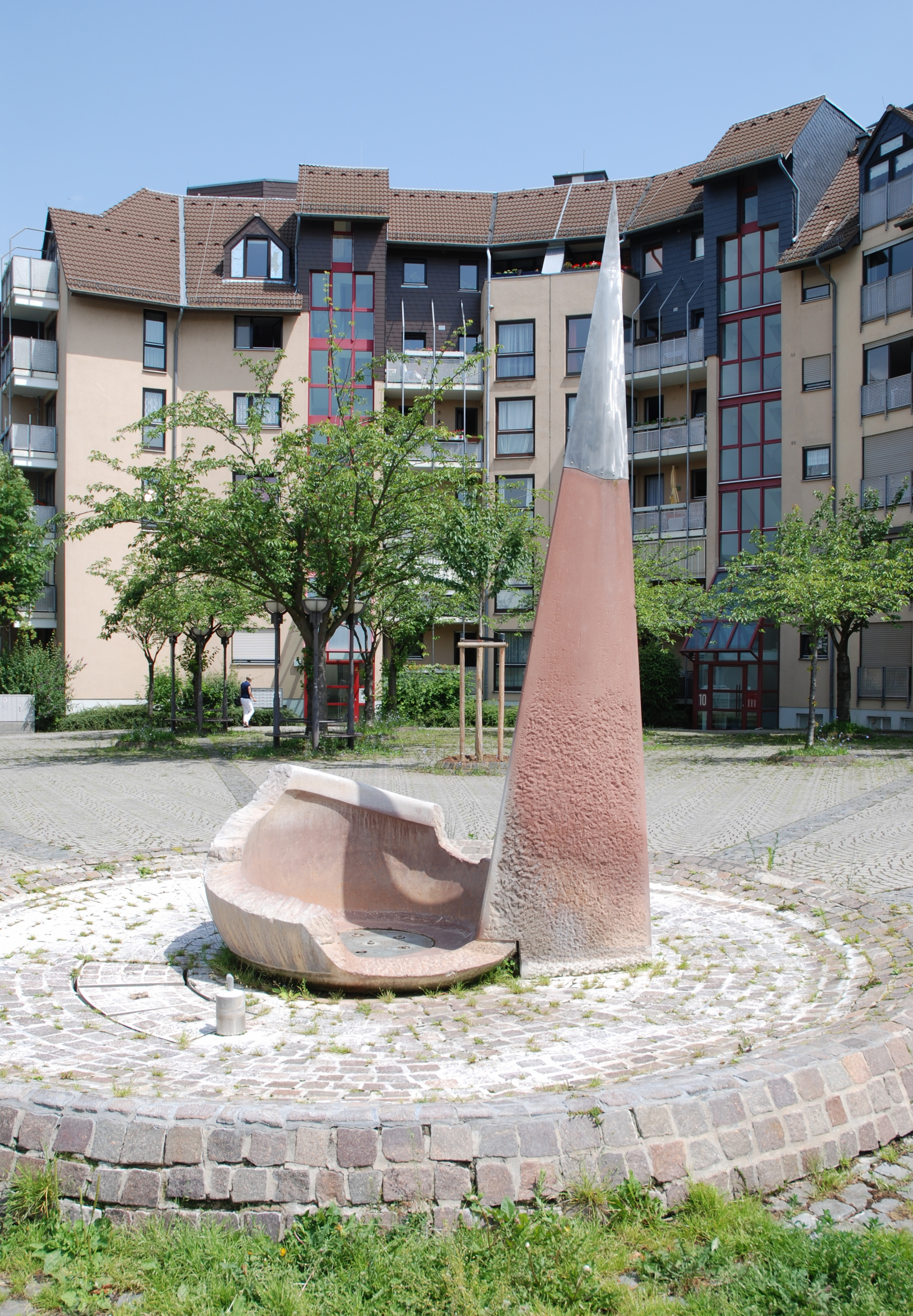
Fontaine (1994) par Erwin Mosen, sur le « Hewwel » (« Frankenhöhe »)

Dans le quartier de Hechtsheim, on trouve des traces de trois cimetières francs : dans la partie haute de Hechtsheim appelé depuis « Frankenhöhe », le Département d'Archéologie de Mayence sous la direction du Dr Gerd Rupprecht a inventorié entre 1980 et 1983 environ 300 tombes datant du VIe à la 2e moitié du VIIe siècle. Une fontaine sculptée de Erwin Mosen sur le « Hewwel » rappelle la découverte à cet endroit de nombreuses armes, pointes de flèches et poteries brisées de l'époque franque. De même dans un second cimetière au carrefour de la Heuerstraße et de la Ringstraße, et enfin un troisième dans le voisinage de l'église Saint-Pancrace. Enfin d'un quatrième au sud de Hechtsheim, ne subsiste que le nom « Dulcinesheim ». De tels cimetières étaient implantés à proximité des différentes fermes.
Au Moyen Âge, un village s'est développé autour de l'emplacement de l'église Saint-Pancrace, à partir des deux fermes près du cours d'eau Schinnergraben, tandis que les habitants des deux fermes de Frankenhöhe et de Dulcinesheim ont déménagé.
La plus ancienne mention de Hechtsheim est dans un acte de donation au monastère de Fulda du 17 mai 808 ; Dulcinesheim était mentionné auparavant, en 782, dans un don à l'Abbaye de Lorsch.

### De la fin du Moyen Âge à la révolution française: un fief qui change de mains
Par la suite, Hechtsheim se développe en village dont le territoire est l'un des plus grands de Hesse rhénane ; il se munit d'un rempart et d'un fossé. Le bourg et le territoire sont propriété de l'archevêché de Mayence, qui les a attribués comme fief au long de l'histoire :
- en 1215, il fait partie du bailliage des seigneurs de Bolanden, avec une partie de Weisenau ;
- en 1253, dans une affaire de succession entre les héritiers des Bolanden, Hechtsheim revient aux Falkenstein, et la partie de Weisenau aux Hohenfels qui le revendent à la ville ;
- 1418 avec Werner de Falkenstein, archevêque de Trèves, la lignée des Falkenstein s'éteint et ce sont les familles des Eppstein (de) et des comtes de Solms qui héritent ;
- il échoue par succession en 1420 aux comtes d'Isembourg, qui le partagent pendant un temps avec les comtes de Sayn, avant de le leur racheter en 1486 ;
- en 1559, le comte Reinhard d'Isembourg reçoit Hechtsheim en possession exclusive ; il le promet avec Weisenau aux comtes de Schoenburg ;
- en 1562, le comte Johann Karl von Schoenburg est confirmé par décret impérial en sa possession de l'ensemble du village d'Hechtsheim avec la portion de Weisenau qui était aux Isembourg ;
- le 27 janvier 1658, le doyen de la cathédrale de Mayence, Jean de Heppenheim dit Saal rachète Hechtsheim et Weisenau au comte Maximilien Emmanuel Wilhelm d'Isembourg ;
- le 20 septembre 1658, l'archevêque de Mayence Jean-Philippe de Schönborn rachète Hechtsheim.

Hechtsheim revient donc à l'archevêché qui le garde au long du XVIIIe siècle.

### Les péripéties de la Révolution française
Le bourg est assiégé avec Mayence en 1793 : troupes impériales et impériaux étaient juste en avant d'Hechtsheim.

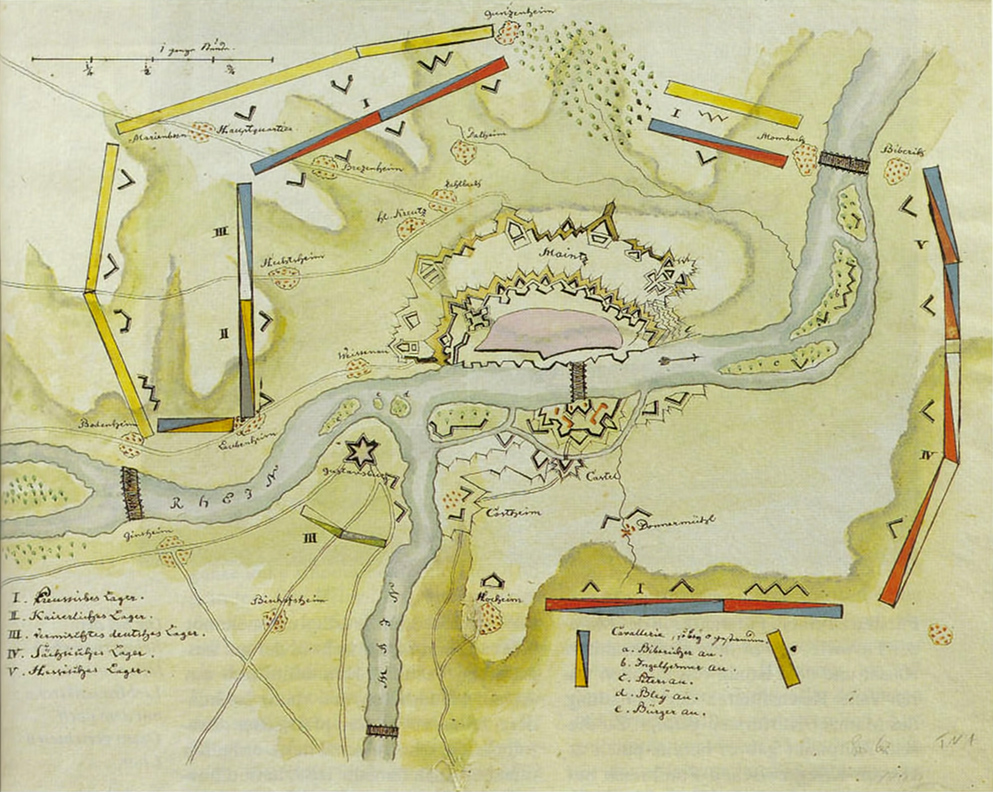
Le siège de Mayence par les Impériaux : on remarque Hechtsheim à gauche juste devant les retranchements des armées impériales et allemandes (II et III)

En 1794-1795 l'armée révolutionnaire française s'installe dans Hechtsheim pour le blocus de Mayence. Enfin, en 1797-1798 la rive gauche du Rhin, et donc Hechtsheim, est attribué à la République française par le traité de Campo-Formio. Est ainsi constitué le nouveau département de Mont-Tonnerre.

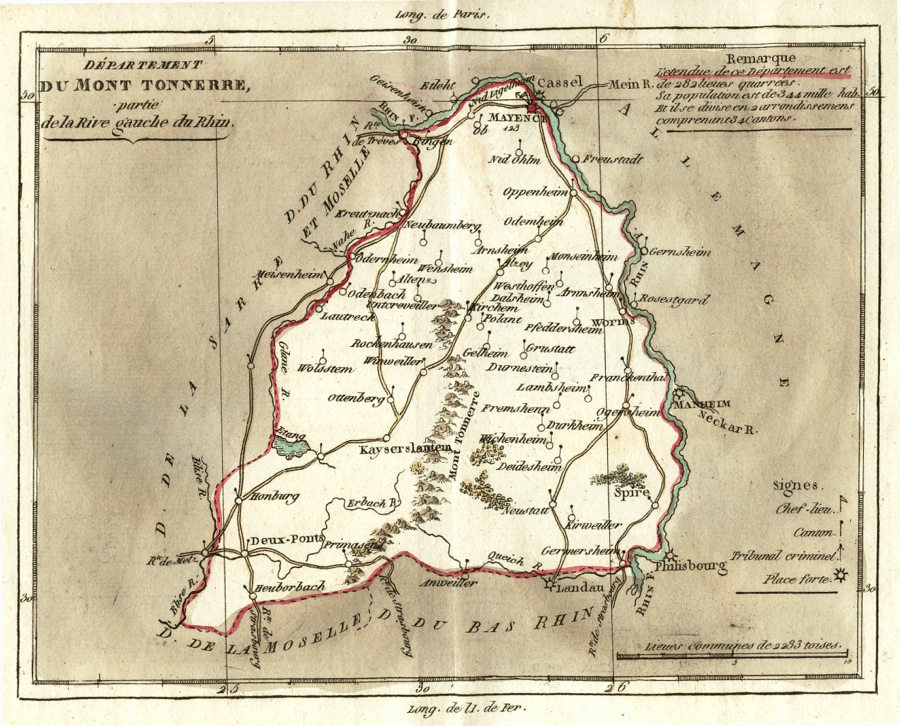
Département de Mont-Tonnerre

En 1810, il y avait 180 foyers recensés dans Hechtsheim avec 980 résidents.
Hechtsheim est en France jusqu'en 1814 (Campagne de France (1814)). Après l'époque napoléonienne, faisant partie de la Hesse rhénane, le bourg revient au Grand-duché de Hesse.

### XXesiècle
Après la Première Guerre mondiale, lors de la chute de l'Empire allemand, le grand-duc régnant, Ernest-Louis de Hesse est destitué par les conseils ouvriers et de soldats de Darmstadt et l'État populaire de Hesse est constitué. En 1929, une première tentative d'incorporation à Mayence échoue, la population se déclarant contraire (593 pour, 1 169 contre), ainsi que le conseil municipal (8 pour, 9 contre). L'année suivante, à la suite des difficultés rencontrées, un avis contraire prévaut, mais la chose ne se fera qu'en 1969. Hechtsheim reste une commune indépendante de l'État populaire de Hesse jusqu'en 1945.
Le 20 décembre 1943 Hechtsheim est bombardé pour la première fois : la ville a été durement touchée. Le 19 octobre et le 28 décembre 1944, la ville a été bombardée à nouveau. Les Américains s'emparèrent du quartier de Hechtsheim le 21 mars 1945.
Après la Seconde Guerre mondiale et la nouvelle réorganisation de la région, Hechtsheim devient une municipalité dans l'arrondissement de Mayence (Rhénanie-Palatinat). Elle a profité dans les années 1950 du développement de sa zone commerciale. En 1969, Hechtsheim est incorporée dans la ville de Mayence comme un quartier (Ortsbezirk) du nom de Mainz-Hechtsheim.

## Religions

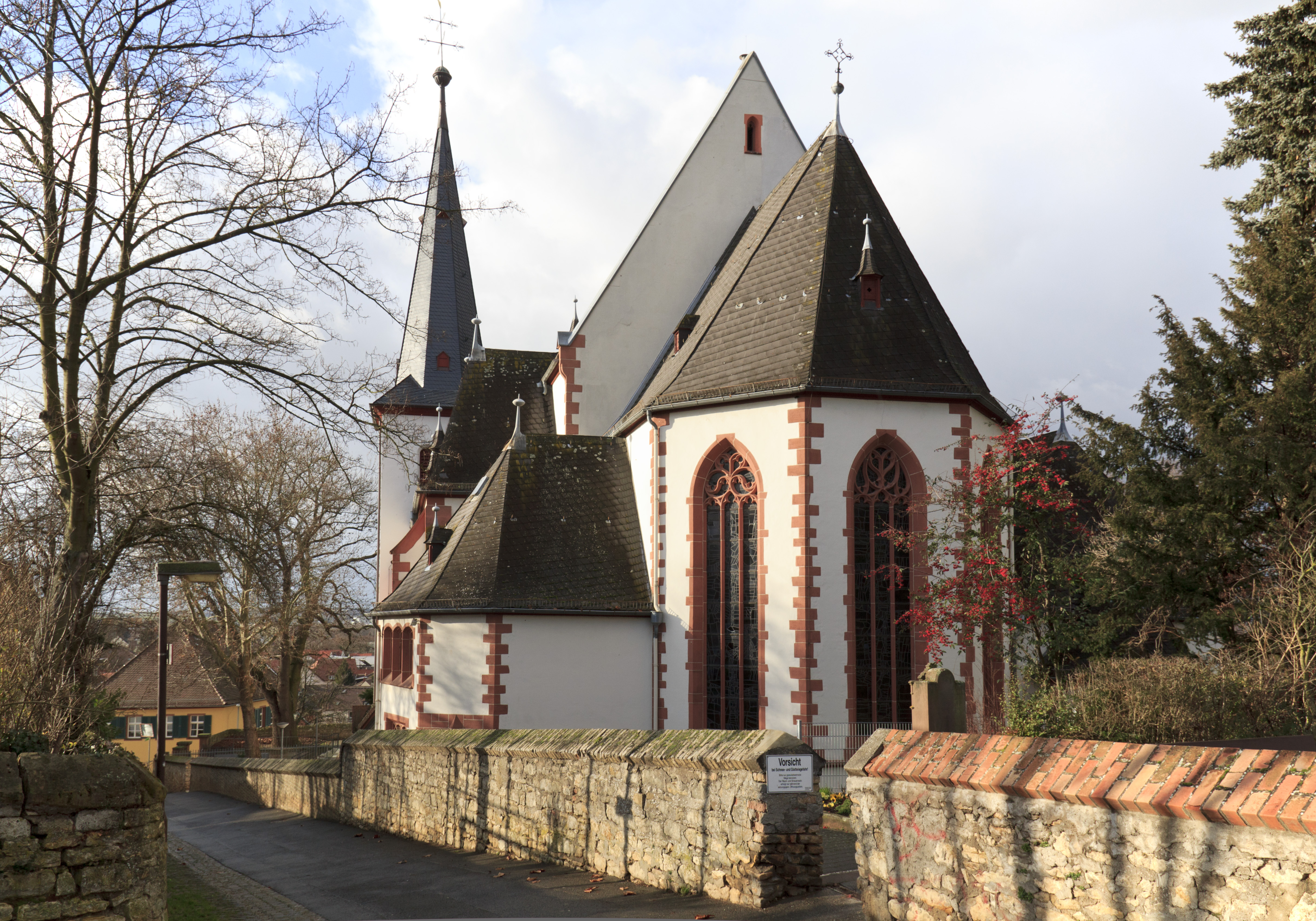
Église paroissiale catholique Saint-Pancrace

### La communauté catholique
L'église paroissiale Saint-Pancrace, fondée sans doute au début du Moyen Âge, a été rattachée au chapitre de Sainte Croix et recevait du chapitre son pasteur propre depuis 1279. L'église est située dans la partie supérieure du cœur historique du village, à côté du presbytère (Bergstraße 22) et du Jugendheim (Centre des jeunes) catholique. Agrandie d'une partie baroque en 1752, consacrée en 1758, elle reçit une extension de la partie orientale en 1901 en style néo-gothique. En 1984, elle est l'objet d'un ravalement extérieur, puis d'une rénovation intérieure en 1998-1999, y compris une restauration des orgues : l'orgue de Willibald Siemann de 1928 et le buffet d'orgue de 1766 du facteur d'orgues mayençais Josef Anton Onimus.
La paroisse catholique de Saint-Pancrace à Hechtsheim dépend du doyenné de Mayence-ville (diocèse de Mayence).
Attenant à l'église est le cimetière communal, entretenu aux frais de la ville de Mayence.
En 1978, une salle paroissiale catholique a été construite dans ce qu'on appelait alors zone de développement (Georg-Büchner-Straße).

### La communauté protestante
La maison d'Isembourg avait entraîné Hechtsheim dans la Réforme. Au retour du fief à l'archidiocèse de Mayence, la communauté redevient catholique ; ce n'est qu'après l'instauration des articles organiques en 1802 que la communauté protestante a pignon sur rue ; en 1909 une église protestante a été fondée ;  la chapelle sur la Schulstraße, aujourd'hui Peter-Weyer-Straße, a été relayée par un nouveau centre communautaire fondé en 1967, qui comprend aussi une école maternelle.

### Le cimetière juif
On recense des Juifs dans Hechtsheim depuis la fin du XVIIIe siècle ; jusqu'en 1842 la communauté se rassemble dans une synagogue dans un immeuble résidentiel. Le 10 juillet 1882, le bureau de district grand-ducal prévoit de créer un cimetière pour la communauté juive de Hechtsheim. Le cimetière a une superficie de 738 m2 sur la Heuerstraße. La dernière inhumation y a eu lieu en 1938.

## Administration

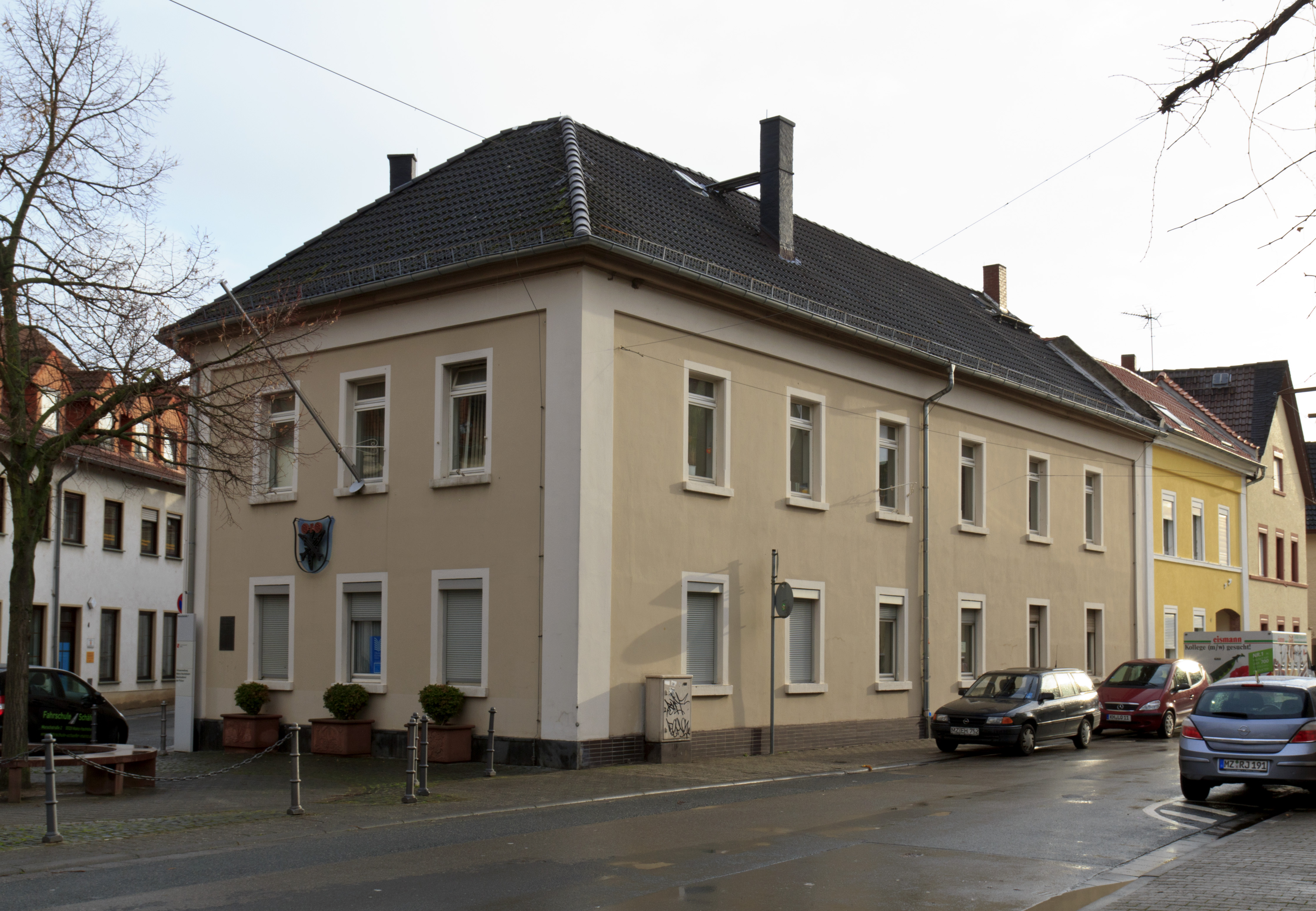
Mairie annexe dans le vieux Hechtsheim

Depuis l'incorporation dans la ville de Mayence, le quartier est géré par un Ortsvorsteher (autrefois maire, Bürgermeister) assisté d'un conseil (Ortsbeirat).

### Conseil de quartier (Ortsbeirat)
Sièges obtenus aux élections de 2019 :
- CDU 4
- SPD 3
- Verts 3
- FDP 1
- ÖDP 1
- Freie Wähler (FW) 1

### Maires (Bürgermeister) puis Ortsvorsteher/in
| Bürgermeister   | Braunwarth                  | 1831–1862   |
| Bürgermeister   | Klein                       | 1862–1884   |
| Bürgermeister   | Bauer                       | 1884–1890   |
| Bürgermeister   | Kerz                        | 1890–1904   |
| Bürgermeister   | Schmitt                     | 1904–1913   |
| Bürgermeister   | Keim                        | 1913–1925   |
| Bürgermeister   | Peter Weyer                 | 1925–1933   |
| Bürgermeister   | Hitter (SPD)                | 1945–1946   |
| Bürgermeister   | Heinrich Dreibus (CDU)      | 1946–1969   |
| Ortsvorsteher   | Willi Knödler (SPD)         | 1969–1974   |
| Ortsvorsteher   | Georg Schrank (CDU)         | 1974–1978   |
| Ortsvorsteher   | Franz Johann Veith (CDU)    | 1978–1989   |
| Ortsvorsteher   | Hans Stenner (CDU)          | 1989–2004   |
| Ortsvorsteherin | Ursula Groden-Kranich (CDU) | 2004-2014   |
| Ortsvorsteher   | Franz Jung (CDU)            | 2014-2019   |
| Orstvorsteherin | Tatiana Herda Muñoz (SPD)   | 2019–2022   |
| Orstvorsteherin | Ulrike Cohnen (CDU)         | depuis 2023 |

### Un service du Land de Rhénanie-Palatinat
Depuis 2008, le Département de la Géologie et des Mines (Landesamt für Geologie und Bergbau) s'est installé à Hechtsheim : c'est lui qui fait respecter le droit minier dans le land ; il est subordonné au ministère des affaires économiques, de la protection du climat, de l'énergie et de l'aménagement du territoire de Rhénanie-Palatinat.

## Blason

Blason de Hechtsheim

Le blason de Hechtsheim a un fond bleu, avec trois brochets (en allemand : Hecht) en forme d'étoile et la roue de Mayence, qui repose sur la nageoire caudale du brochet vertical.
Un brochet apparaît déjà dans le plus ancien sceau connu (1597). Au XVIIe siècle, les trois brochets apparaissent dans une forme d'étoile. Les roues de Mayence apparaissent au début du XIXe siècle, d'abord sur des sceaux locaux. À la fin du XIXe siècle les trois brochets étaient présentés comme une lettre H, ce qui était encore le cas en 1956. Au début du XXIe siècle, on a repris la forme d'étoile.

## Vie culturelle

### Monuments
Dans la vieille ville se trouve l'ancien hôtel de ville avec le blason au-dessus de la porte. Dans la partie la plus haute du bourg, se trouve l'église Saint-Pancrace, dont on a célébré en 2008 les 250 ans de la consécration. Près de l'église on peut signaler l'ancienne maison des Sœurs et l'ancienne école primaire.

### Événements réguliers
- Weinprobiertage' (jour du taste-vin) au printemps
- Brunnenfest (Festival de Fontaine)
- Feuerwehrfest (Fête des pompiers)
- Concours hippiques[7]
- Fête du vin à Kirchenstück (1er week-end de juillet)
- Kirchweihfest et Kerb (1er week-end de septembre)
- Winzertage (jour des vignerons, 2e week-end de septembre)
- Oktoberfest de Mayence (au Mainzer Messegelände dans Hechtsheim)
- Marché de Noël
- Hewwelfest
- Festival d'été œcuménique

## Économie et infrastructures

### Enseignement
- Lycée professionnel Gustav-Stresemann-Wirtschaftsschule.

### Viticulture
C'est depuis l'époque romaine que le vin est cultivé dans la Hesse rhénane ; un acte en date du 8 avril 1190 mentionne un marché du vin à Hechtsheim. Cette tradition s'est perpétuée jusqu'à nos jours, surtout dans les parties sud de Mayence, dont Hechtsheim ; il y a justement à Hechtsheim une fête du vin le 1er week-end de juillet.

### Entreprises
- Fabrique de Bretzels Ditsch (de)
- Section Allemagne d'IBM[9]
- Entreprise de transports G.L. Kayser (de)
- Section Kuehne + Nagel de Mayence
- Centre postal 55
- Messeplatz (Parc d'expositions) de Mayence, géré par la Messe Gesellschaft
- GCF (Grands Chais de France), autrefois Sektkellerei Kupferberg
- Entreprise Rednet[10]

### Transports

Rocade de Mayence

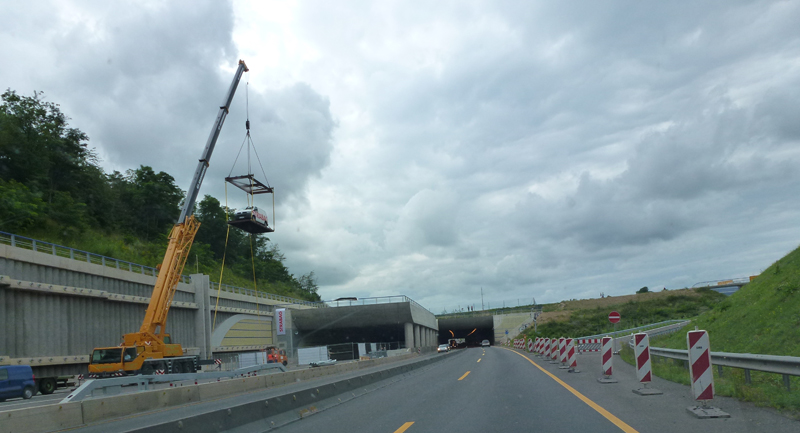
Aménagement d'un tunnel et d'un échangeur en mai 2013

La rocade de Mayence (Mainzer Autobahnring) traverse Hechtsheim, correspondant à l'A 60.

#### Le tram à Hechtsheim

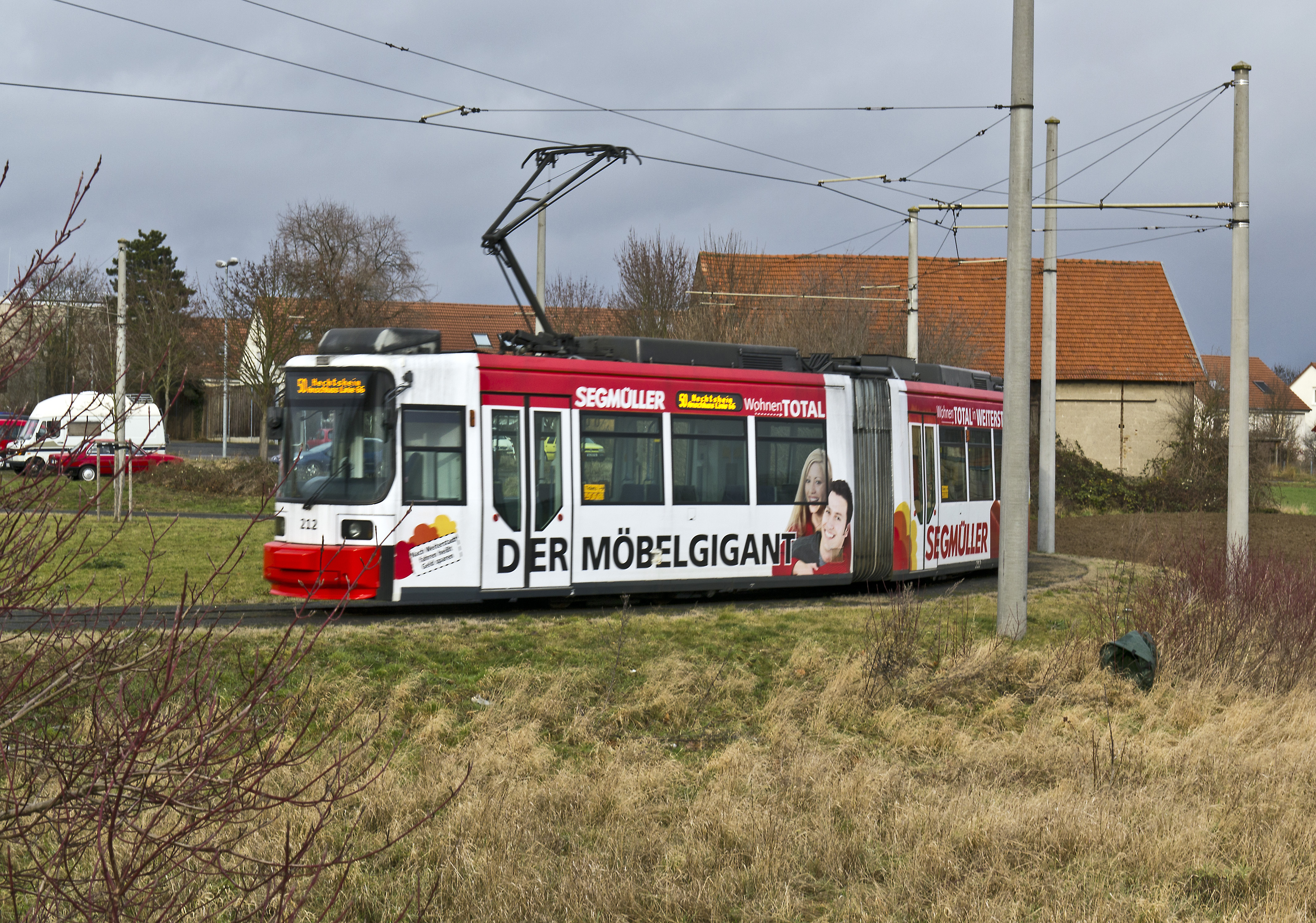
Ligne 50 à Hechtsheim

- Dès 1881, un bureau de poste est créé à Mayence, avec des communications assurées deux fois par jour. En 1883, un omnibus tiré par des chevaux dessert la ville. En 1891, une ligne de chemin de fer à vapeur desservie par la compagnie SEG (de) raccordait Bretzenheim à Hechtsheim (7,5 km), mais elle était relativement coûteuse et peu attrayante. En 1919, la ville de Mayence entreprend la construction d'une ligne de chemin de fer, mais incomplète ; en juin 1923 la Ligne 5 du tramway électrique est inaugurée ; le bourg de Hechtsheim au cours des négociations relatives à l'incorporation en 1929, réclame des tarifs réduits, des cycles plus courts et la construction d'une salle d'attente[11].

- Actuellement Hechtsheim est desservi par trois lignes de tramway mayençais :
  - Tram 50 (Hechtsheim/Bürgerhaus - Finthen/Römerquelle),
  - Tram 51 (Hechtsheim/Bürgerhaus - Finthen/Poststraße)
  - Tram 52 (Hechtsheim/Am Schinnergraben - Bretzenheim/Bahnstraße)
- Avec l'expansion du réseau de tramway Mayence (appelé Mainzelbahn), des améliorations sont envisagées aussi pour Hechtsheim : est prévue une nouvelle ligne (53) reliant la Bürgerhaus à Bretzenheim.

## Personnalités

### Issus d'Hechtsheim
- Anton Maria Keim (de), ancien directeur des affaires culturelles de la ville de Mayence
- Separate (de), rappeur allemand

### Personnalités en lien avec Hechtsheim
- Champion du monde de cyclisme 2006 et 2007 et champion d'Allemagne 2008, Thomas Abel et Christian Heß du club cycliste de Hechtsheim[12]
- Birgit Zehe, Reine du vin de la Hesse-Rhénane en 1996/97 et Princesse du vin d'Allemagne (de) en 1997/98
- Mirjam Schneider, Reine du vin de la Hesse-Rhénane en 2006/07
- Judit Zehe, Reine du vin de la Hesse-Rhénane en 2008/09
- Alfred Schrick (de), auteur
- Markus Schächter (de), ancien directeur de ZDF
- Dimo Wache, ancien gardien de but du 1. FSV Mainz 05 au cours de la Bundesliga (Championnat d'Allemagne)
- Erwin Mosen (de), sculpteur sur pierre

## Source de la traduction
- (de) Cet article est partiellement ou en totalité issu de l’article de Wikipédia en allemand intitulé « Mainz-Hechtsheim » (voir la liste des auteurs).